# Many Pieces
Many Pieces es el quinto álbum de estudio lanzado por la banda Every Little Thing, el 10 de marzo de 2003, y contiene un total de 13 canciones más una secreta. Many Pieces logró convertirse en #1 en los charts de Oricon de Japón, permaneciendo por 25 semanas en el ranking.
El lanzamiento original del álbum era para septiembre del 2002, pero finalmente fue pospuesto varios meses tras su lanzamiento oficial en el 2003. Primeras ediciones contenieron un booklet especial del álbum para las primeras personas que lo adquirieran.

## Información
Este álbum es sin duda el trabajo musical que sirvió de transición a la banda desde melodías con instrumentos electrónicos a lo más rock acústico, aunque aún no se ve completamente desarrollado este estilo en algunas canciones, donde se siguen manteniendo los orígenes.
Kaori Mochida escribió todas las canciones del álbum, y también compone su primera canción dentro de este álbum, la que fue "jump".

## Lista de canciones
1. jump (jumping mix)
2. flavor*
3. stray cat
4. AMBIVALENCE
5. Sasayaka na Inori (ささやかな祈り?)
6. nostalgia
7. KIWOKU (キヲク?)
8. TIE-DYE
9. Grip!
10. self reliance
11. UNSPEAKABLE
12. Ai no Uta (愛の謳?)
  - Free Walkin' (canción secreta)

- Datos: Q3311384